# Приморский парк имени Ю. А. Гагарина
Приморский парк имени Ю. А. Гагарина — один из самых красивых парков Ялты. Находится в юго-западной приморской части города. Территория парка простирается на 2 км вдоль моря по западному побережью Ялтинской бухты и является естественным продолжением ялтинской набережной.

## История
Парк заложен в 1948—1952 годах в смешанном ландшафтном и регулярном стилях под руководством инженера Г. А. Вийпуса.
В 1954 году на улице Коммунаров по проекту А. С. Хотелова сооружён главный вход в парк в классическом стиле в виде белой колоннады с капителями коринфского ордера. Ниже колоннады установлена бронзовая скульптура А. П. Чехову. Постамент выполнен из крымского диорита. Открытие памятника состоялось 15 июля 1953 года, в 49-ю годовщину со дня смерти писателя. Авторы памятника — скульптор Г. И. Мотовилов, архитектор Л. Н. Поляков.
Перед Приморским парком внимание пешехода привлекает памятник А. М. Горькому. Бронзовая скульптура писателя выполнена во весь рост, установлена на постаменте с мощным стилобатом из диорита. Общая высота памятника 8,5 м. Памятник сооружён в 1956 году (авторы И. М. Гончар, М. К. Вронский, В. Г. Гнездилов).
За памятником писателю расположился небольшой светлый обелиск — памятный знак. Установлен он в 1951 году в честь 30-й годовщины со дня принятия Декрета Совета народных комиссаров РСФСР «Об использовании Крыма для лечения трудящихся». Обелиск представлен трёхгранной колонной, высотой более 10 метров. Авторы памятного знака — А. С. Хотелов, П. А. Стариков. В советское время верхушку колонны украшали серп и молот. В настоящее время серп и молот разрушены.
В 2015 году разразился крупный скандал, связанный с застройкой парка. Только инициатива местных жителей, поднявших общественный резонанс на всю страну, спасла парк от уничтожения. Сейчас периметр парка окружают несколько многоэтажных зданий. Местные власти борятся только с малоэтажной застройкой парка в виде самостроя.

## Описание
За обелиском начинается территория Приморского парка имени Ю. А. Гагарина. Расположен он на очень живописных южных и юго-восточных прибрежных склонах по соседству с бывшим Желтушевским пляжем. На площади более 20 гектаров насчитывается более двух тысяч деревьев, много различных кустарников.
В передней части парка — большинство растений старой, случайной посадки. Средняя часть — более интересна и нарядна. Аллея обсажена пальмами и по обочинам оформлена цветочной рабаткой с учётом периодов цветения растений. На куртинах — масса роз различных сортов. Они цветут с весны до зимних холодов.
Территорию парка пересекает широкая и очень нарядная пальмовая аллея. В самой высокой точке аллея завершается удобно устроенной видовой площадкой, в центре которой сделан оригинальный декоративный бассейн, повторяющий собой в миниатюре очертания Чёрного и Азовского морей, а также
Крымского полуострова (автор 3. В. Перемиловский). С юга и севера площадка ограничена двумя колоннадами в стиле отечественной классики (автор А. П. Барсукова).
После активной застройки парка в 2000—2010-е года и прибрежной зоны были уничтожены многие посадки реликтовых и других ценных деревьев. От розария почти ничего не осталось. Из бывших 35 Га осталось лишь несколько. Вместо читального зала, танцевальной площадки, цветочного магазина стоят многоэтажки. Парковая лестница с приморскими террасами уничтожены, побережье парка застроено многоэтажками.
На территории парка расположено несколько крупных объектов размещения:
1. Отель «Левант» ***
2. SPA отель «Приморский Парк» ****
3. Бальнеологическая лечебница
4. К общекурортному парку примыкают санатории «Россия», «Орлиное гнездо» и пансионат «Заря».

## Природное богатство
В парке свыше 100 видов и форм деревьев и кустарников, которые размещены соответственно их декоративности и требованиям среды. Больше всего они использованы в групповых и аллейных посадках, в опушках и как почвопокровные растения.
Хорошо зарекомендовали себя на сухих, открытых склонах зверобой чашецветный, дрок испанский, володушка кустарниковая, иудино дерево, ясень остроплодный, сосна алеппская и др.
Из групповых посадок интересны группы и рощи из кипариса пирамидального и лузитанского, кедра гималайского и сосны крымской. В аллеях очень красивы пальма вееролистная и платан восточный. Наиболее хороша центральная часть парка. При оформлении её широко использованы многочисленные сорта роз.
|                                   |                       |                         |                                         |                                   |
| Пруд, символизирующий Чёрное море | Памятник А. П. Чехову | Памятник А. М. Горькому | Информационная плита памятника Горькому | Колоннада на главном входе в парк |